# Lago Buenos Aires/General Carrera

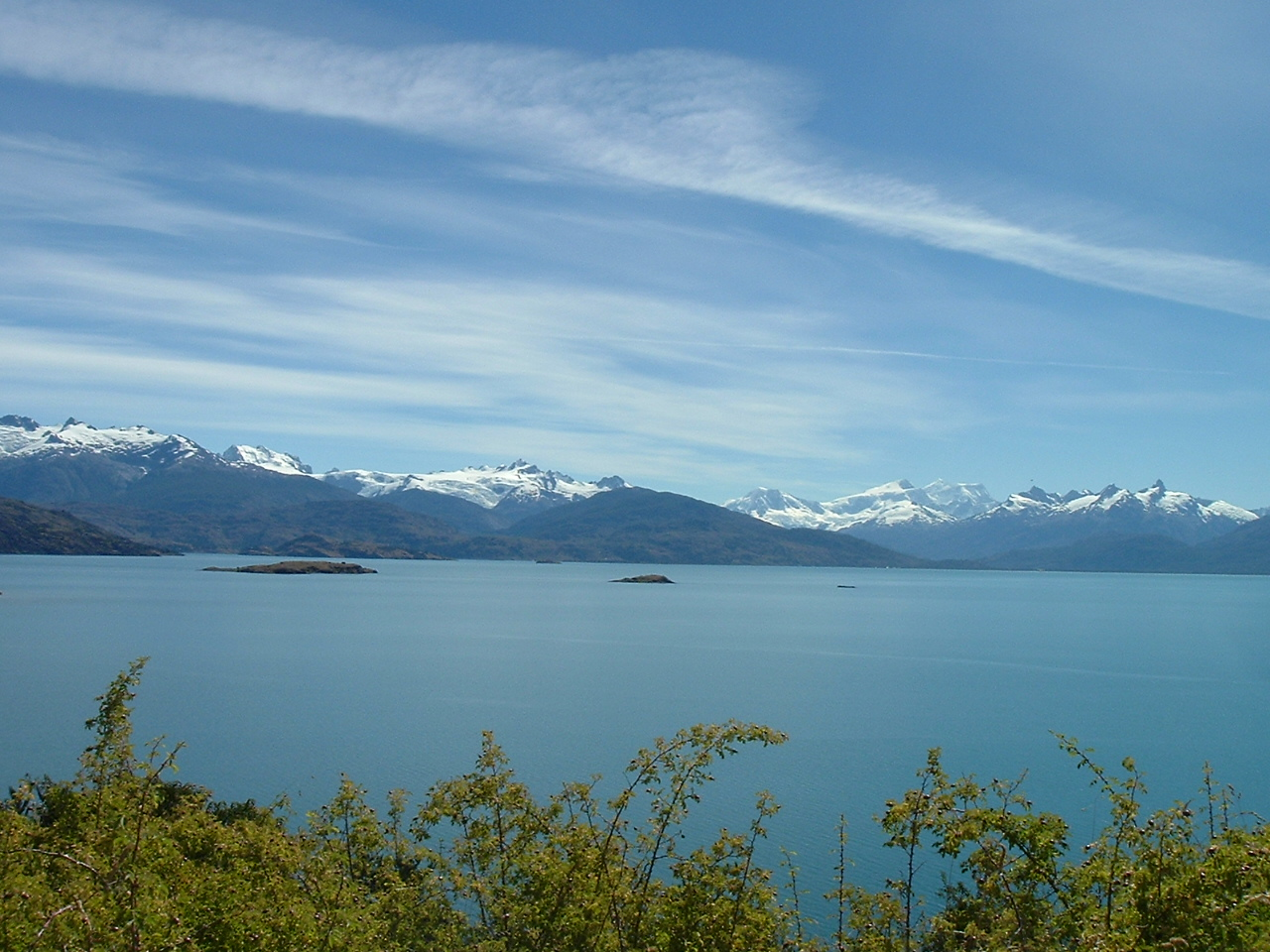
Vista do lado chileno do lago

O Lago Buenos Aires/General Carrera situa-se na Patagônia e é compartilhado pelo Chile e Argentina. Na Argentina é conhecido como Lago Buenos Aires, embora no Chile se denomine Lago General Carrera, sendo ambos os nomes corretos e aceitos internacionalmente. 
Este lago tem uma superfície de 1850 km², dos quais 970 km² estão em território chileno Região de Aisén e os restantes 880 km² pertencem a província argentina Santa Cruz, tornando-o o maior do território chileno e o quarto da Argentina. Além disso, considerado em conjunto, é o segundo da América do Sul, menor apenas que o Titicaca.
Este lago de origem glaciar, rodeado pela cordilheira dos Andes, desagua no Oceano Pacífico atavés do Rio Baker. entretanto, apresenta um pequeno efluente no lado oriental chamado Fénix Chico, que desemboca no Rio Deseado e este no Oceano Atlântico
O lago tem uma profundidade máxima de 590 metros. O clima de seu entorno é frio e ventoso. As costas deste lago começaram a ser habitadas pela população crioula e europeia entre 1900 e 1925. A base da economia da região é principalmente na pecuária caprina. 
Foi descoberto pelo explorador Francisco Pascasio Moreno (1852-1919), pelo lado argentino, em 1896.